# Közönséges agávé
A közönséges agávé vagy amerikai agávé (Agave americana) az egyszikűek (Liliopsida) osztályának spárgavirágúak (Asparagales) rendjébe, ezen belül a spárgafélék (Asparagaceae) családjába tartozó faj.

## Előfordulása
A közönséges agávé eredeti előfordulási területe Észak-Amerika déli része és Közép-Amerika északi fele. Az Amerikai Egyesült Államokban csak Arizonában és Texasban van jelen; az elterjedési területének nagy részét azonban Mexikó alkotja. 
Szívós dísznövényként számos helyre betelepítették; ilyen helyek Közép-Amerika egyéb részei és a Karib-térség, Dél-Amerika nyugati része és Brazília keleti és déli részei, Nyugat- és Dél-Európa, beleértve Törökországot is, Afrika északi, keleti és déli részei, India és környéke, Délkelet-Ázsia, valamint Ausztrália keleti fele. Mexikóban a mezcal nevű alkoholos ital alapanyaga.

## Alfajai, változatai
- Agave americana subsp. americana L.
- Agave americana subsp. protamericana Gentry
- Agave americana var. expansa (Jacobi) Gentry
- Agave americana var. oaxacensis Gentry

## Megjelenése
A csomókban növő 90-150 centiméter hosszú levelei, 1,8-3 méter szélesre terülnek szét; szürkészöldek és fűrészes szélűek, a végük hegyes. A 10-30 éves élettartamát levélcsomóként éli le, aztán élete végén egyszer nyílik. A sűrűn nyíló, sárga virágai egy 8-9 méter magas száron lesznek; ez a hosszú szár csak virágzáskor jelenik meg.

## Életmódja
A félsivatagos életmódhoz alkalmazkodott, emiatt a szárazságot igen jól tűri.

## Képek

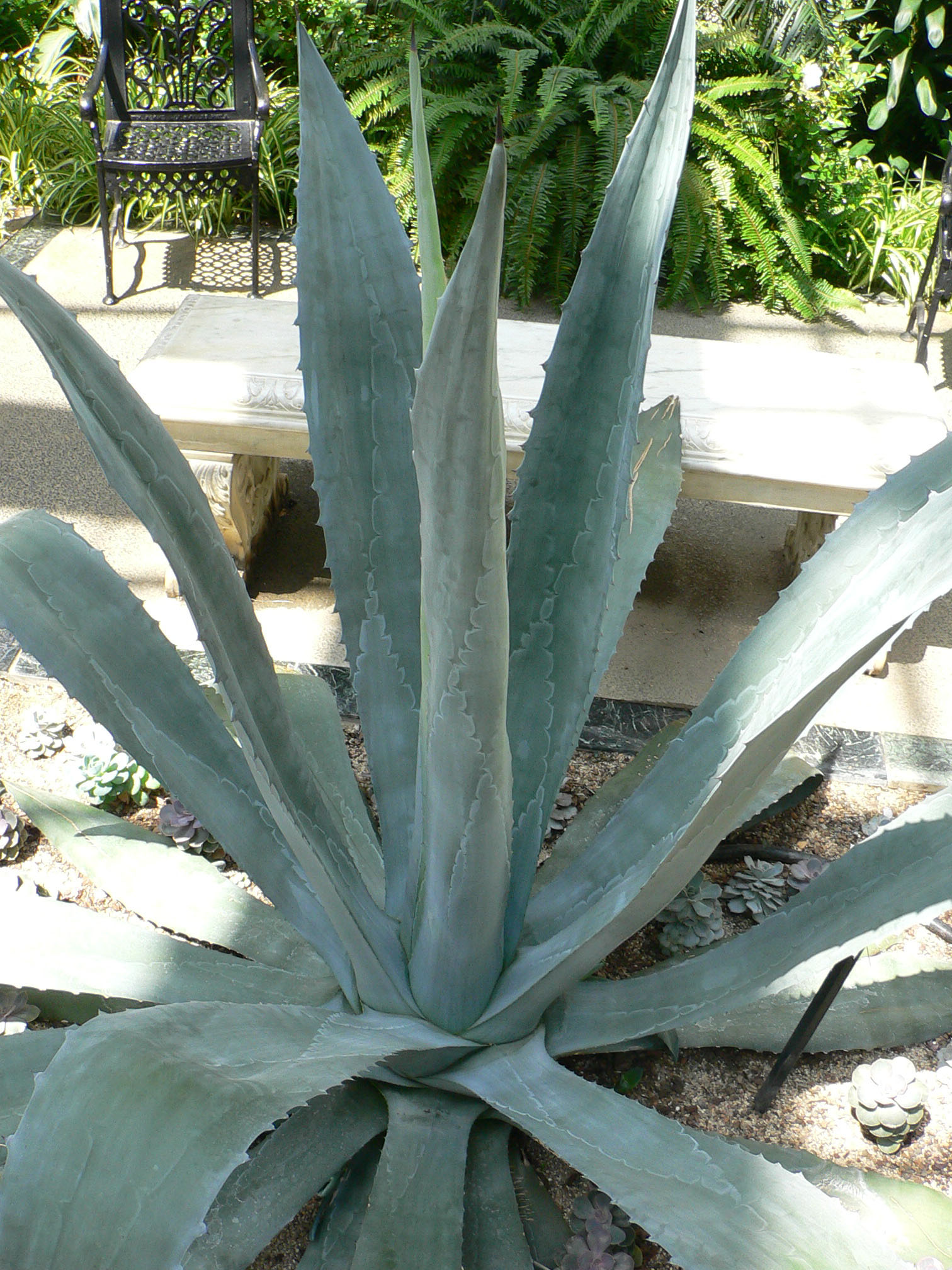
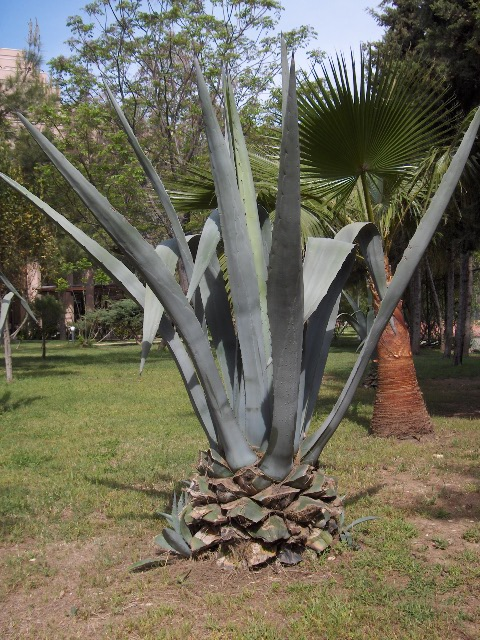
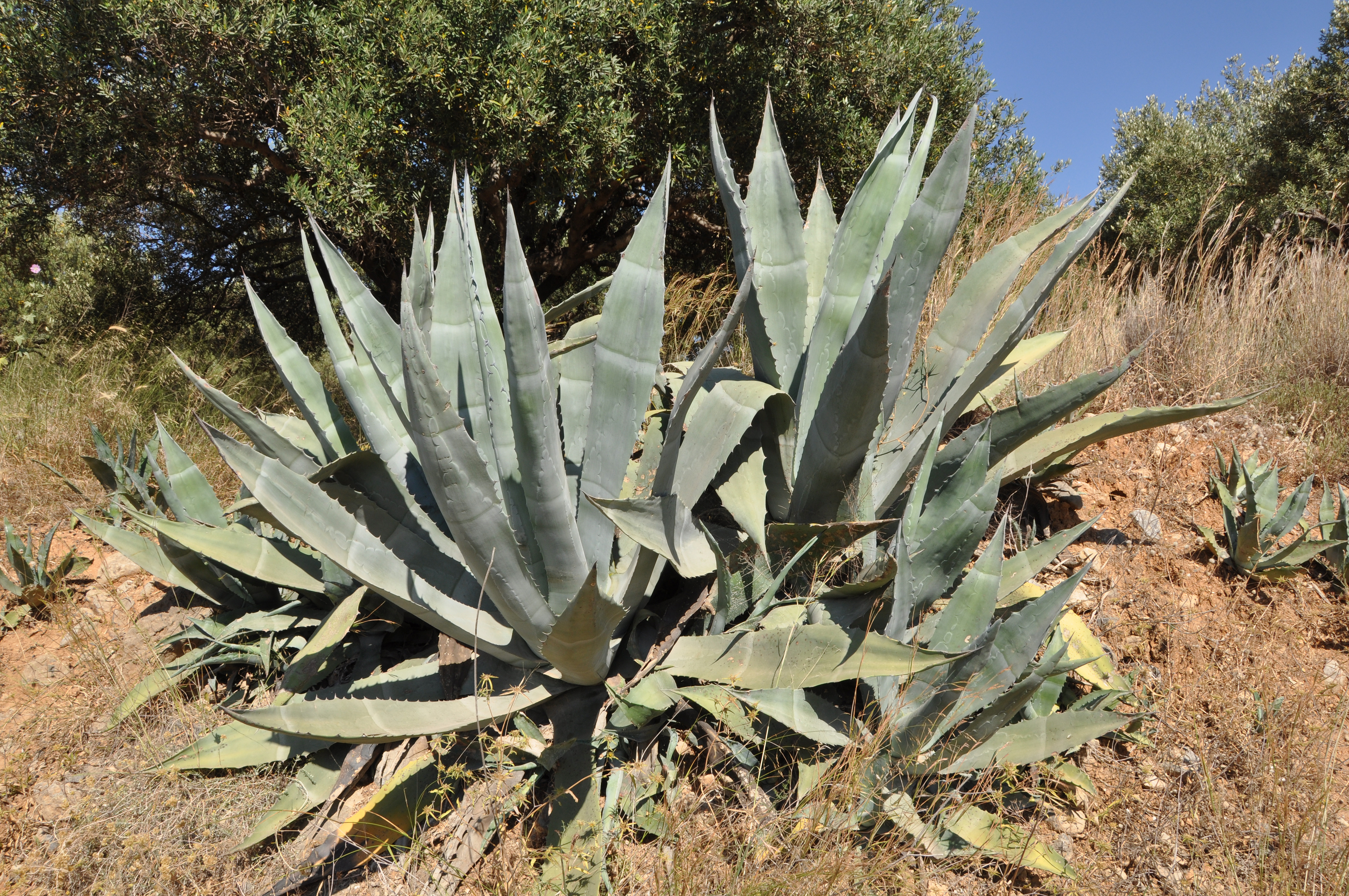
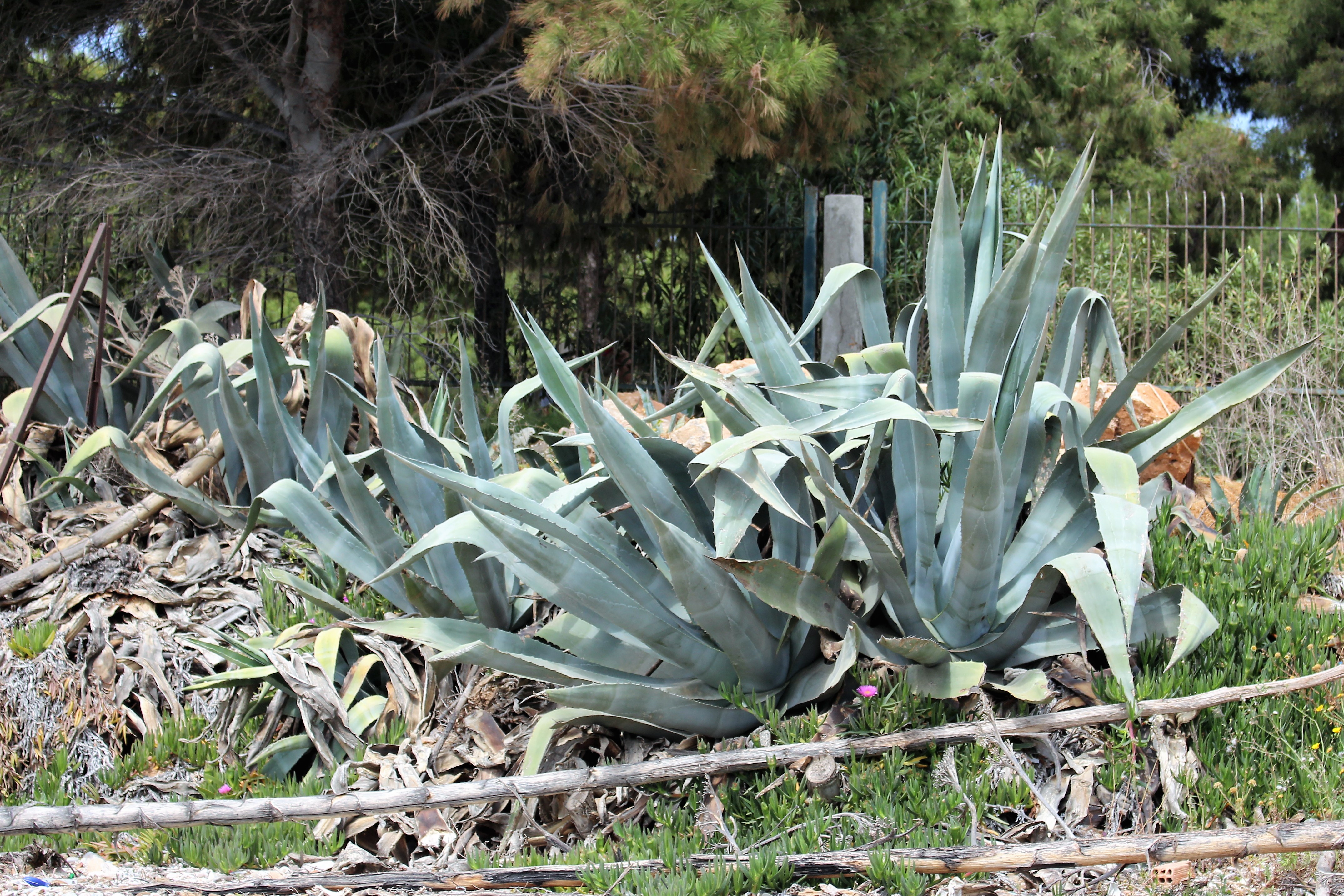
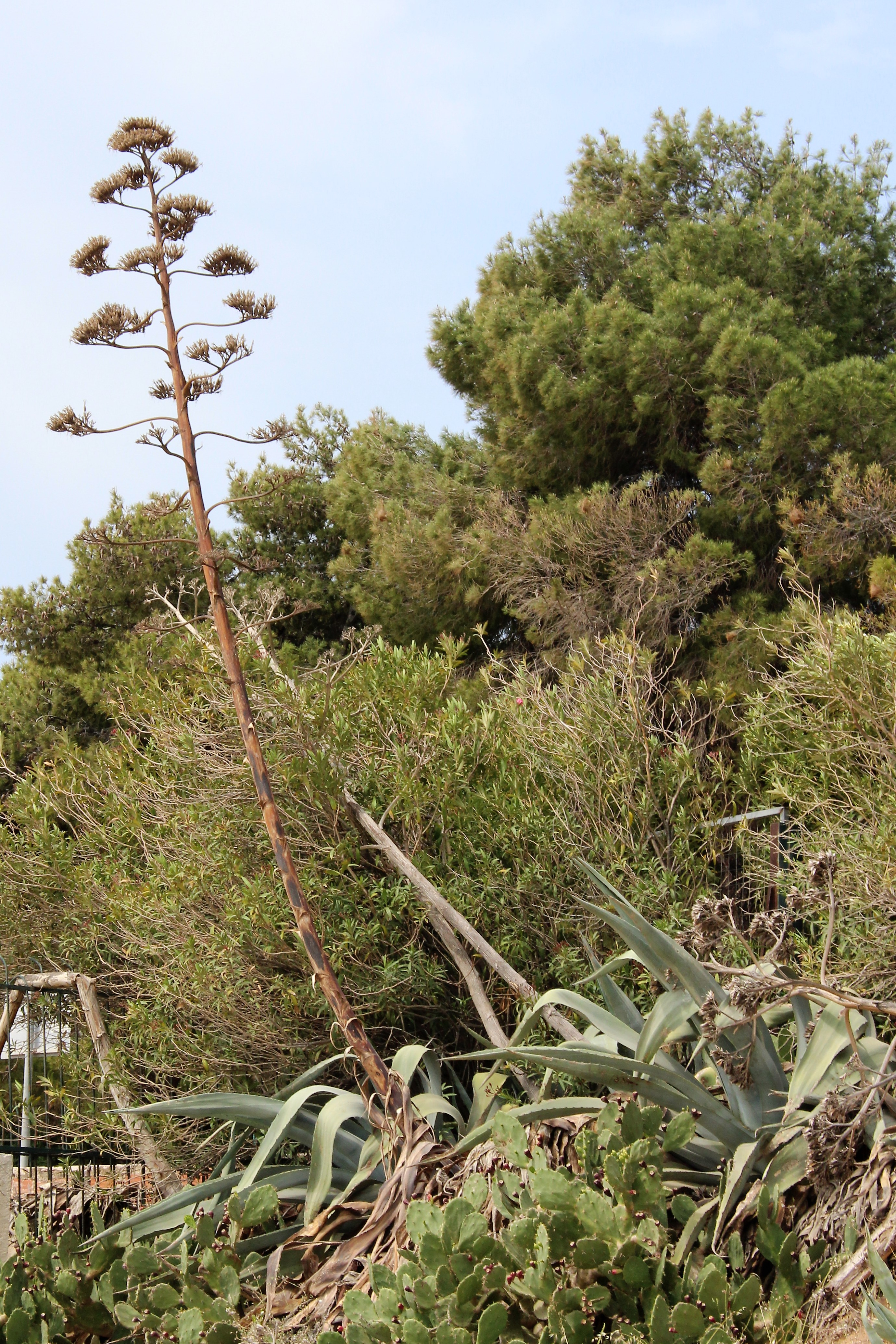